# Сільвія Монтеро
Сільвія Монтеро (фр. Sylvia Montero; нар. 30 червня 1985) — колишня французька тенісистка.
Найвищу одиночну позицію світового рейтингу — 479 місце досягла 10 листопада 2003, парну — 701 місце — 1 листопада 2004 року.
Здобула 1 парний титул.

## Фінали ITF

### Одиночний розряд: 2 (0–2)
| Результат | Ранг | Дата           | Турнір                | Покриття | Суперниця       | Рахунок  |
| --------- | ---- | -------------- | --------------------- | -------- | --------------- | -------- |
| Поразка   | 1.   | 16 лютого 2003 | Албуфейра, Португалія | Тверде   | Сільвія Дісдері | 1–6, 1–6 |
| Поразка   | 2.   | 13 серпня 2006 | Ребек, Бельгія        | Ґрунт    | Кароліне Мас    | 1–6, 2–6 |

### Парний розряд: 1 (1–0)
| Результат | Дата           | Турнір                     | Покриття | Партнерка       | Суперниці                        | Рахунок            |
| --------- | -------------- | -------------------------- | -------- | --------------- | -------------------------------- | ------------------ |
| Перемога  | 24 жовтня 2004 | Сеттімо-Сан-П'єтро, Італія | Ґрунт    | Стефанія К'єппа | Раффаелла Бінді Сандра Заглавова | 7–6(7–5), 3–6, 6–2 |